# Сельское поселение «Арахлейское»
Се́льское поселе́ние «Арахлейское» — муниципальное образование в Читинском районе Забайкальского края Российской Федерации.
Административный центр — село Арахлей.

## История
Статус и границы сельского поселения установлены Законом Читинской области от 19 мая 2004 года «Об установлении границ, наименований вновь образованных муниципальных образований и наделении их статусом сельского, городского поселения в Читинской области»

## Население
| 2010 | 2011 | 2012 | 2013 | 2014  | 2015 | 2016 |
| ---- | ---- | ---- | ---- | ----- | ---- | ---- |
| 747  | ↗752 | ↘746 | ↘729 | ↗732  | ↗741 | ↘721 |
| 2017 | 2018 | 2019 | 2020 | 2021  |      |      |
| ↘708 | ↘699 | ↘698 | ↘685 | ↗1051 |      |      |

## Состав сельского поселения
| № | Населённый пункт | Тип населённого пункта       | Население |
| - | ---------------- | ---------------------------- | --------- |
| 1 | Арахлей          | село, административный центр | ↗363      |
| 2 | Иван-Озеро       | село                         | ↘95       |
| 3 | Преображенка     | село                         | ↘119      |
| 4 | Тасей            | село                         | ↘81       |